# Jean-Michel Mattioli
Jean-Michel Mattioli (Aix en Provence, 20 de diciembre de 1959) es un expiloto de motociclismo francés, que participó en el Campeonato del Mundo de Motociclismo. Sus mayores éxitos fueron en la especialidad de Motociclismo de resistencia donde ganó en tres ocasiones la Bol d'Or y también fue campeón del mundo de Resistencia

## Biografía
Mattioli debutó en el Mundial de Motociclismo en 1981, casi siempre en la categoría de 250cc. Su mejor resultado fue en 1983 y 1984 al acabar, en ambas ocasiones, en el decimotercer lugar de la clasificación general. Su última temporada completa fue en 1988 con una Yamaha Diamant con la que sumó 12 puntos.
Una vez fuera del Mundial, Mattioli consiguió numerosos éxitos en la especialidad de resistencia. Fue campeón en tres ocasiones de la Bol d'Or (1987 junto a Dominique Sarron y Jean-Louis Battistini), 1989 (junto a Alex Vieira y Roger Burnett) y 1990 (nuevamente con Vieira y el piloto Stéphane Mertens).  Formando pareja con Alex Vieira, ambos lograron ganar cuatro ediciones de Le Mans de manera interrumpida (de 1987 a 1990), todo un récord hasta la fecha. En 1995, consigue la victoria en el Mundial de Resistencia junto a Stéphane Mertens en el equipo MIG Guignabodet de Jean-Louis Guignabodet, toda una hazaña al tratarse de una escudería privada. Esa temporada consiguieron la victoria en las 6 horas de Assen y las 24 Horas de Lieja.

## Resultados en el Campeonato del Mundo
Sistema de puntuación desde 1969 hasta 1987:
| Posición | 1.º | 2.º | 3.º | 4.º | 5.º | 6.º | 7.º | 8.º | 9.º | 10.º |
| Puntos   | 15  | 12  | 10  | 8   | 6   | 5   | 4   | 3   | 2   | 1    |

Sistema de puntuación desde 1988 hasta 1991:
| Posición | 1.º | 2.º | 3.º | 4.º | 5.º | 6.º | 7.º | 8.º | 9.º | 10.º | 11.º | 12.º | 13.º | 14.º | 15.º |
| Puntos   | 20  | 17  | 15  | 13  | 11  | 10  | 9   | 8   | 7   | 6    | 5    | 4    | 3    | 2    | 1    |

### Carreras por año
(Carreras en negrita indica pole position, carreras en cursiva indica vuelta rápida)
| Año  | Cat.  | Equipo           | Moto    | 1       | 2      | 3       | 4       | 5       | 6       | 7       | 8       | 9       | 10     | 11      | 12      | 13      | 14      | Pts. | Pos. |
| ---- | ----- | ---------------- | ------- | ------- | ------ | ------- | ------- | ------- | ------- | ------- | ------- | ------- | ------ | ------- | ------- | ------- | ------- | ---- | ---- |
| 1981 | 250cc | Yamaha           | ARG -   |         | GER -  | NAT -   | FRA DNQ | ESP -   |         | NED -   | BEL -   | RSM -   | GBR 23 | FIN -   | SWE -   | CZE -   |         | 0    | -    |
| 1981 | 350cc | Yamaha           | ARG -   |         | GER -  | NAT DNQ |         |         | YUG -   | NED -   |         |         | GBR -  |         | SWE -   | CZE -   |         | 0    | -    |
| 1982 | 250cc | Chevalier-Yamaha |         |         | FRA -  | ESP -   | NAT -   | NED -   | BEL 9   | YUG -   | GBR Ret | SWE Ret | FIN 4  | CZE 25  | RSM Ret | GER Ret |         | 22   | 10.º |
| 1982 | 350cc | Yamaha           | ARG -   | AUT -   | FRA 13 |         | NAT -   | NED -   |         |         | GBR -   |         | FIN -  | CZE -   |         | GER -   |         | 0    | -    |
| 1983 | 250cc | Yamaha           | RSA -   | FRA 11  | NAT -  | GER 30  | SPA 22  | AUT -   | YUG 17  | NED 12  | BEL 16  | GBR 18  | SWE 6  |         |         |         |         | 5    | 22.º |
| 1984 | 250cc | Yamaha           | RSA 13  | NAT 4   | SPA 9  | AUT 13  | GER 10  | FRA 10  | YUG 16  | NED 14  | BEL 8   | GBR 8   | SWE 10 | RSM Ret |         |         |         | 19   | 13.º |
| 1985 | 250cc | Yamaha           | RSA 11  | SPA Ret | GER 12 | NAT Ret | AUT DNQ | YUG 11  | NED 7   | BEL Ret | FRA 13  | GBR 5   | SWE 8  | RSM 5   |         |         |         | 19   | 13.º |
| 1986 | 250cc | Yamaha           | SPA Ret | NAT 10  | GER 19 | AUT DNQ | YUG 12  | NED Ret | BEL Ret | FRA 24  | GBR 7   | SWE 18  | RSM 7  |         |         |         |         | 9    | 18.º |
| 1987 | 250cc | Sekitoba         | JPN 18  | SPA 14  | GER 22 | NAT Ret | AUT 25  | YUG Ret | NED 21  | FRA Ret | GBR 16  | SWE 14  | CZE 13 | RSM 16  | POR 14  | BRA 17  | ARG 12  | 0    | -    |
| 1988 | 250cc | Yamaha           | JPN 19  | USA 20  | ESP 12 | EXP 9   | NAT 22  | GER DNQ | AUT -   | NED 16  | BEL 19  | YUG Ret | FRA 16 | GBR Ret | SWE 15  | CZE 27  | BRA Ret | 12   | 26.º |